# Олдем, Меган
Меган Олдем (англ. Megan Oldham; род. 12 мая 2001, Ньюмаркет, Онтарио) — канадская фристайлистка, четырёхкратный призёр чемпионатов мира, двукратная победительница всемирных экстремальных игр, участница зимних Олимпийских игр 2022 года. Обладательница малого Кубка мира по слоупстайлу (2018/2019 годов).

## Карьера
Олдем присоединилась к сборной Канады по фристайлу в 2018 году. В январе 2019 года завоевала свою первую медаль на этапах Кубка мира — серебро в слоупстайле. В марте 2019 года впервые в карьере победила на этапе Кубка мира и завоевала Хрустальный глобус 2019 года в слоупстайле.
В 2021 году канадская спортсменка впервые приняла участие во взрослом чемпионате мира. Олдем завоевала бронзовую медаль в слоупстайле и стала четвёртой в биг-эйре.
24 января 2022 года Олдем была включена в олимпийскую сборную Канады для участие в зимних Играх в Пекине. Меган заняла четвёртое место в соревнованиях по биг-эйру.
В январе 2023 года, участвуя в X Games, Олдем стала первой женщиной, выполнившей тройной корк в женских лыжных или сноубордических соревнованиях. Она выполнила тройной корк 1440 влево во время соревнований по лыжному биг-эйру среди женщин и стала победительницей. всемирных экстремальных игр.
В 2023 году в Бакуриани на взрослом чемпионате мира она завоевала серебро в слоупстайле и бронзу в биг-эйре.
На чемпионате мира 2025 года завоевала бронзовую медаль в слоупстайле.

### Зимние Олимпийские игры
| Олимпийские игры | Слоупстайл | Биг-эйр |
| ---------------- | ---------- | ------- |
| 2022 Пекин       | 13         | 4       |

### Чемпионаты мира
| Чемпионат мира | Слоупстайл | Биг-эйр |
| -------------- | ---------- | ------- |
| 2021 Аспен     | 3          | 4       |
| 2023 Бакуриани | 2          | 3       |
| 2025 Энгадин   | 3          |         |